# 뚝방전설
"뚝방전설"은 2006년에 개봉한 대한민국의 영화이다.

## 캐스팅
- 박건형 : 박정권 역
- 이천희 : 기성현 역
- MC몽 : 유경로 역
- 오달수 : 나상춘 역
- 정우혁 : 윤구 역
- 김수현 : 안상수 역
- 임현식 : 유씨 역
- 조미령 : 심정순 역
- 박지연 : 이선아 역
- 여민구 : 딸봉 역
- 조희봉 : 파출소장 역
- 김종태 : 선배 역
- 최석준 : 기택 역
- 송요셉 : 김형사 역
- 박수영 : 경찰 역
- 김종태 : 선배 역
- 최재섭 : 뚝방파 1 역
- 박진수 : 뚝방파 2 역
- 유병선 : 뚝방파 3 역
- 이주환 : 뚝방파 5 역
- 김동현 : 뚝방파 7 역
- 주석태 : 상춘파 1 역
- 정세형 : 상춘파 2 역
- 민준호 : 상춘파 5 역
- 김양성 : 고삐리 1 역
- 김기방 : 고삐리 4 역
- H-유진 : 양아치 2 역
- 김광민 : 양아치 3 역
- 유지태 : 이치수 역 (특별출연)
- 이민기 : 고삐리 7 역 (특별출연)
- 여승혁 : 고삐리 8 역 (특별출연)